# Eodelena spenceri
Eodelena spenceri is een spinnensoort in de taxonomische indeling van de jachtkrabspinnen (Sparassidae).
Het dier behoort tot het geslacht Eodelena. De wetenschappelijke naam van de soort werd voor het eerst geldig gepubliceerd in 1903 door Henry Roughton Hogg.